# Alessandro Salimbeni
Alessandro Taurelli Salimbeni (Acquapendente, 11 dicembre 1867 – Parigi, 1942) è stato un medico, immunologo e batteriologo italiano naturalizzato francese.
Laureatosi in medicina a Università di Siena, divenne professore di anatomia patologica nella stessa università.
Alla fine del 1895 entrò a far parte dell'Istituto Pasteur di Parigi, nel laboratorio di Elia Metchnikoff, uno dei padri dell'immunologia, vincitore del Premio Nobel per la medicina nel 1908. Qui collaborò con un altro grande immunologo, il belga Jules Bordet, Premio Nobel per la medicina nel 1919, e col direttore dell'Istituto Pasteur Émile Roux. Con costoro pubblicò un primo lavoro sulla tossina e sull'antitossina colerica. Nel 1899 In seguito andò in missione per studiare gli agenti etiologici delle Peste e della febbre gialla.
Nel corso di una missione in Brasile per lo studio di quest'ultima malattia, isolò con Emile Marchoux l'agente della spirochetosi nel pollo e ne svelò le modalità di trasmissione. Nel 1908 in Russia, a San Pietroburgo, sperimentò il siero anticolerico preparato con Roux e Metchnikoff. Sempre in Russia, nel 1910 partecipò a una missione per lo studio di  colera, tubercolosi e peste. Nel 1918 fondò il Servizio vaccini dell'Istituto Pasteur. Fu lui a guidare nel 1933, in qualità di direttore nel laboratorio di microbiologia dell'Istituto Pasteur, il giovane Félix Hubert d'Hérelle nelle sue ricerche sui batteriofagi e il giovane Federico Nitti nelle sue prime ricerche, sugli streptococchi.